# Megalomycter teevani
Megalomycter teevani is een straalvinnige vissensoort uit de familie van de langneuzen (Megalomycteridae). De wetenschappelijke naam van de soort is voor het eerst geldig gepubliceerd in 1966 door Myers & Freihofer.